# Culinária da Costa do Marfim

Localização da Costa do Marfim

A cozinha marfinense é a cozinha tradicional da Costa do Marfim, e é baseada em tubérculos, grãos, porco, frango, frutos do mar, peixes, frutas frescas, vegetais e especiarias. Esta é muito semelhante a culinária dos países vizinhos da África Ocidental. Alimentos básicos comuns incluem grãos e tubérculos. A Costa do Marfim é um dos maiores produtores de cacau do mundo e também produz óleo de palma e café.

## Comidas e pratos comuns

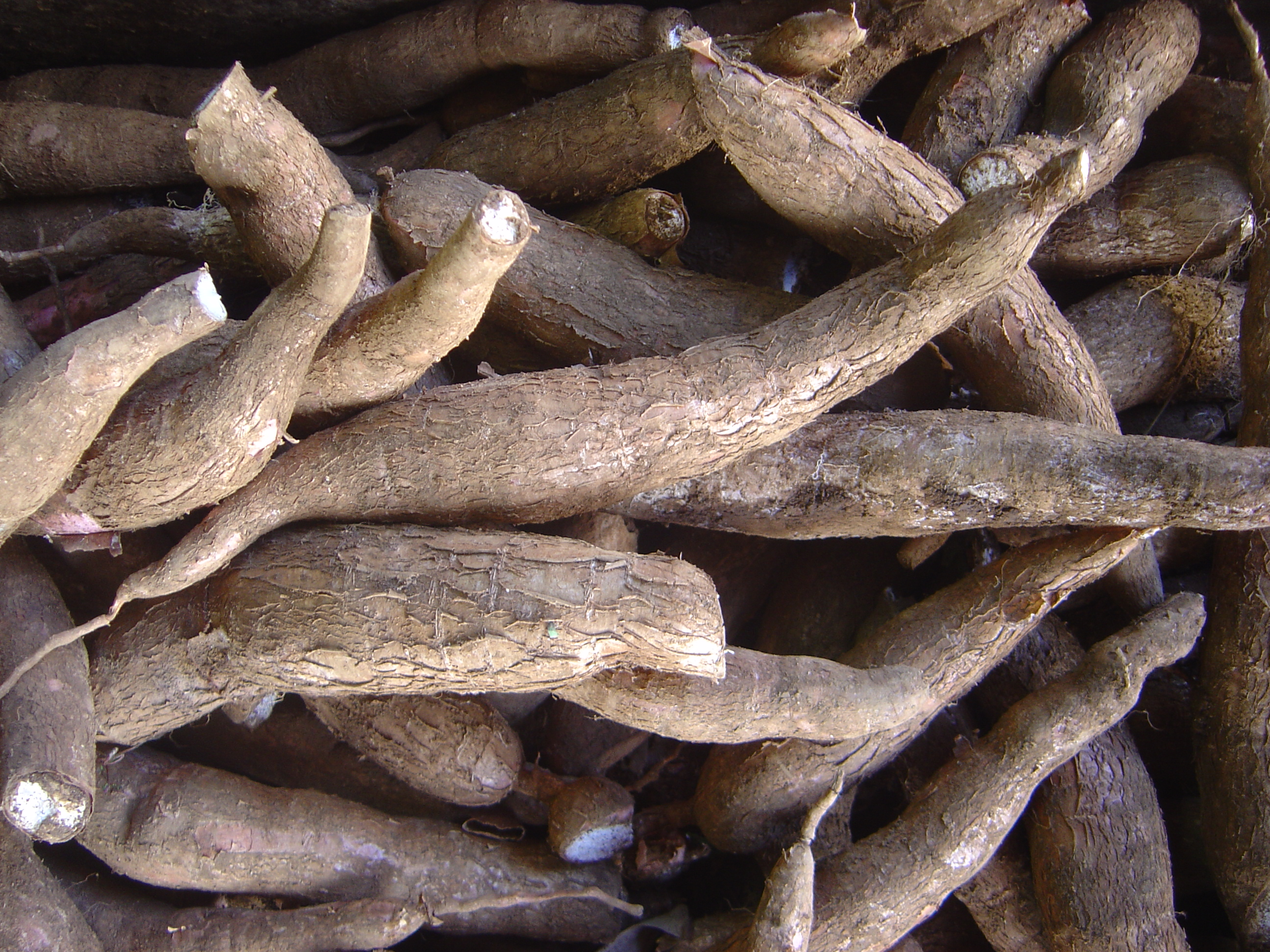
Mandioca crua

A mandioca e a banana-da-terra são partes significativas da cozinha da Costa do Marfim. Uma pasta de milho chamada "aitiu" é usada para preparar bolinhos de milho, e o amendoim é amplamente usado em pratos. Attiéké é um acompanhamento popular na Costa do Marfim feito com mandioca ralada e é muito semelhante em sabor e consistência ao cuscuz. Um alimento comum vendido nas ruas é o Alloco, que é uma espécie de banana distinta e madura, frita em óleo de palma e temperada com um molho picante, feito de cebola e pimenta. Pode ser consumida sozinha como lanche ou frequentemente com um ovo cozido, bem como um acompanhamento.
Peixe e frango grelhado são os alimentos não-vegetarianos mais populares do país. A galinha da Guiné — magra e com baixo teor de gordura, popular na região — é comumente chamada de biciclete. Frutos do mar incluem atum, sardinha, camarão e peixe bonito. Peixe defumado também é comum, já que existe em toda a África Ocidental.

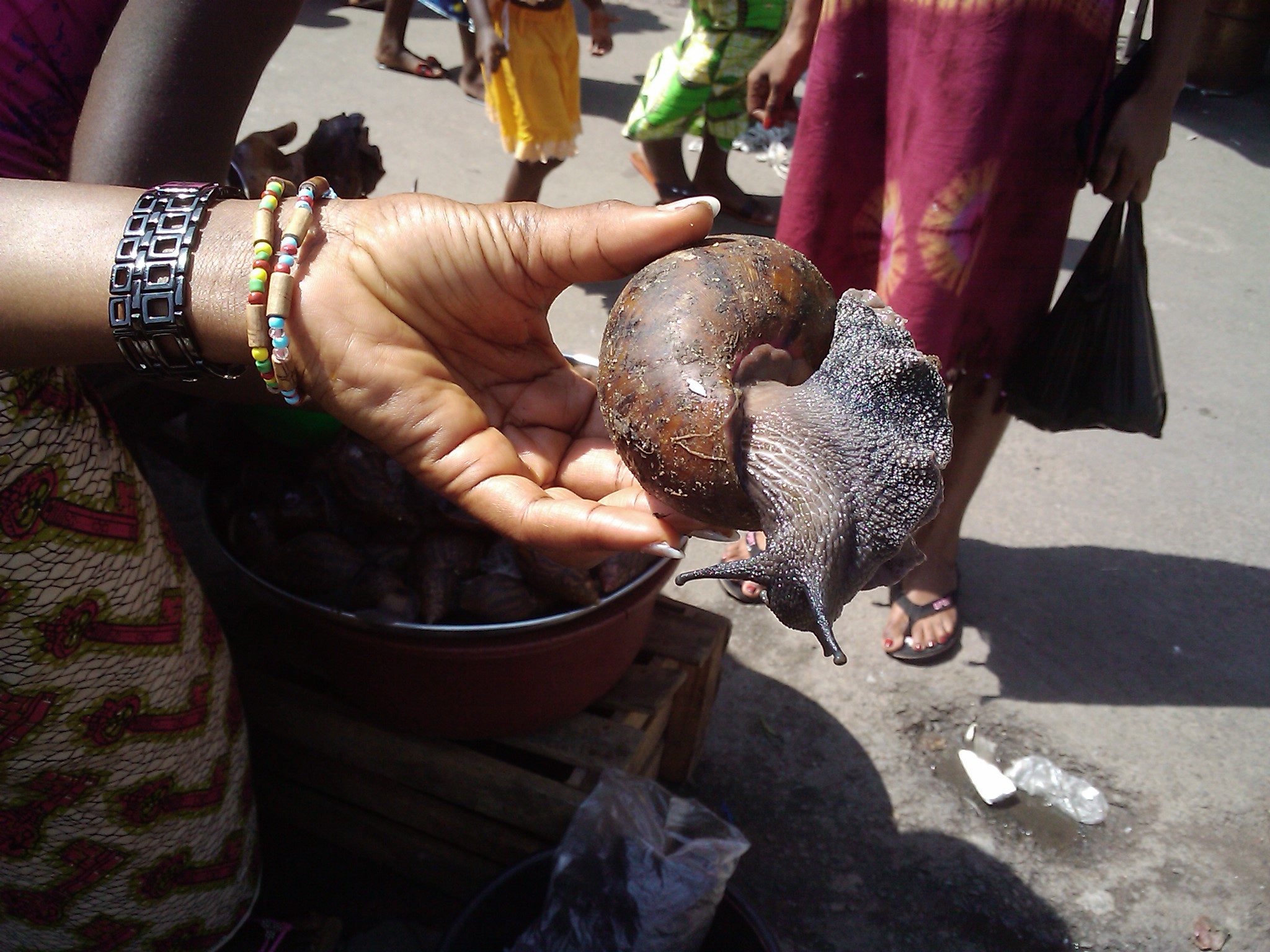
Caracóis da Costa do Marfim

Maafe (pronuncia-se "mafia") é um prato comum que consiste em carne com molho de amendoim.
Ensopados cozidos em fogo lento com vários ingredientes são outro alimento básico comum na Costa do Marfim. Kedjenou é um guisado picante que consiste em frango e vegetais cozidos lentamente em uma panela selada, com pouco ou nenhum líquido adicionado. Isso concentra os sabores do frango e vegetais e amacia o frango. Geralmente é cozido em uma jarra de cerâmica chamada canário, em fogo leve, ou cozido no forno.
Pé de vaca é um ingrediente "que está em tudo",  feito com a pele, fervido por horas e soltando colágeno até o ponto de geleia.
Os caracóis terrestres da Costa do Marfim são enormes e muito apreciados, geralmente grelhados ou comidos com molho.

### Frutas e vegetais

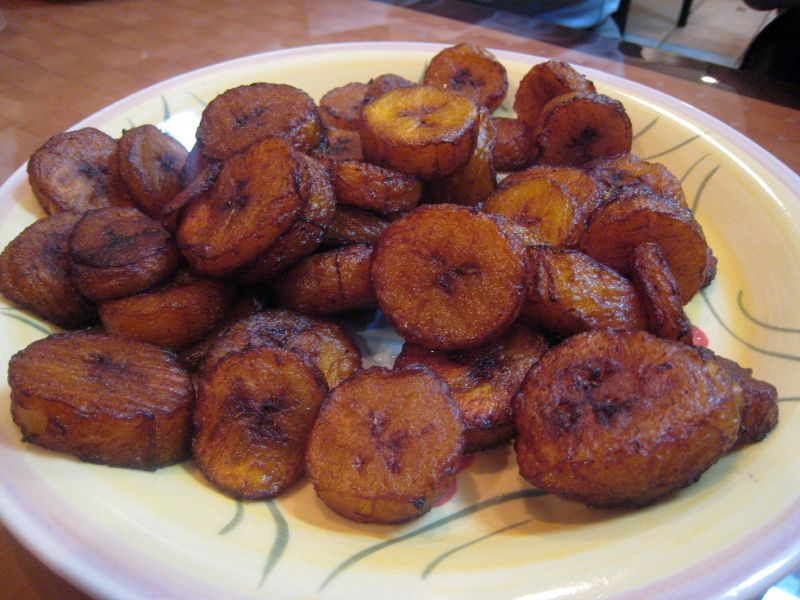
Alloco (banana frita)

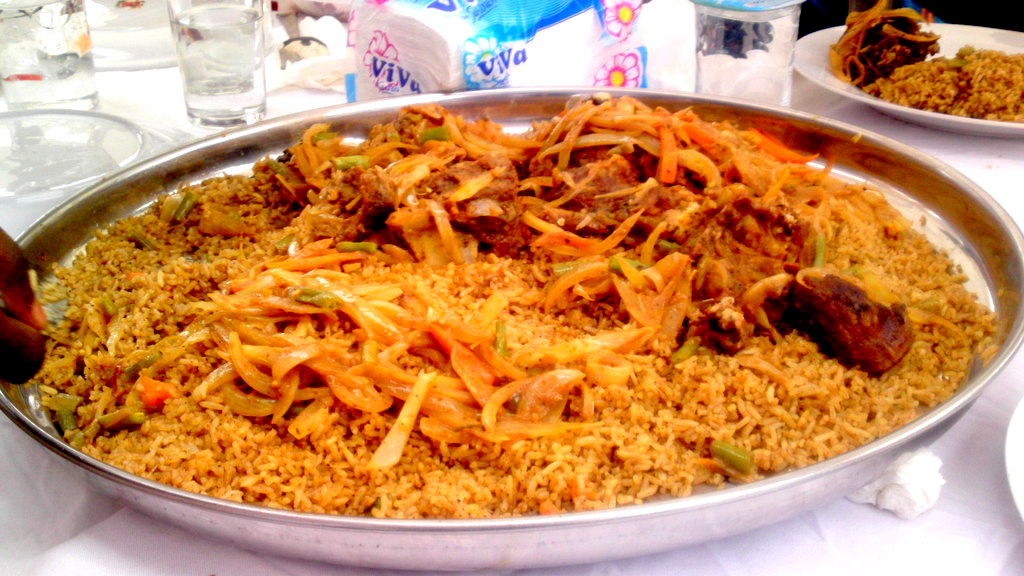
Riz Graz

Entre as frutas amplamente consumidas estão tangerinas, manga, maracujá, graviola e coco. A berinjela é um vegetal comumente usado em muitos pratos. Foufou é um prato que consiste em purê de banana e óleo de palma, enquanto foutou é feito de purê de banana e inhame. Foutu banane, batido até esticar ao toque, pode ser combinado com e usado para comer molho de grãos, nozes de palma esmagadas em uma pasta coberta com óleo vermelho brilhante.

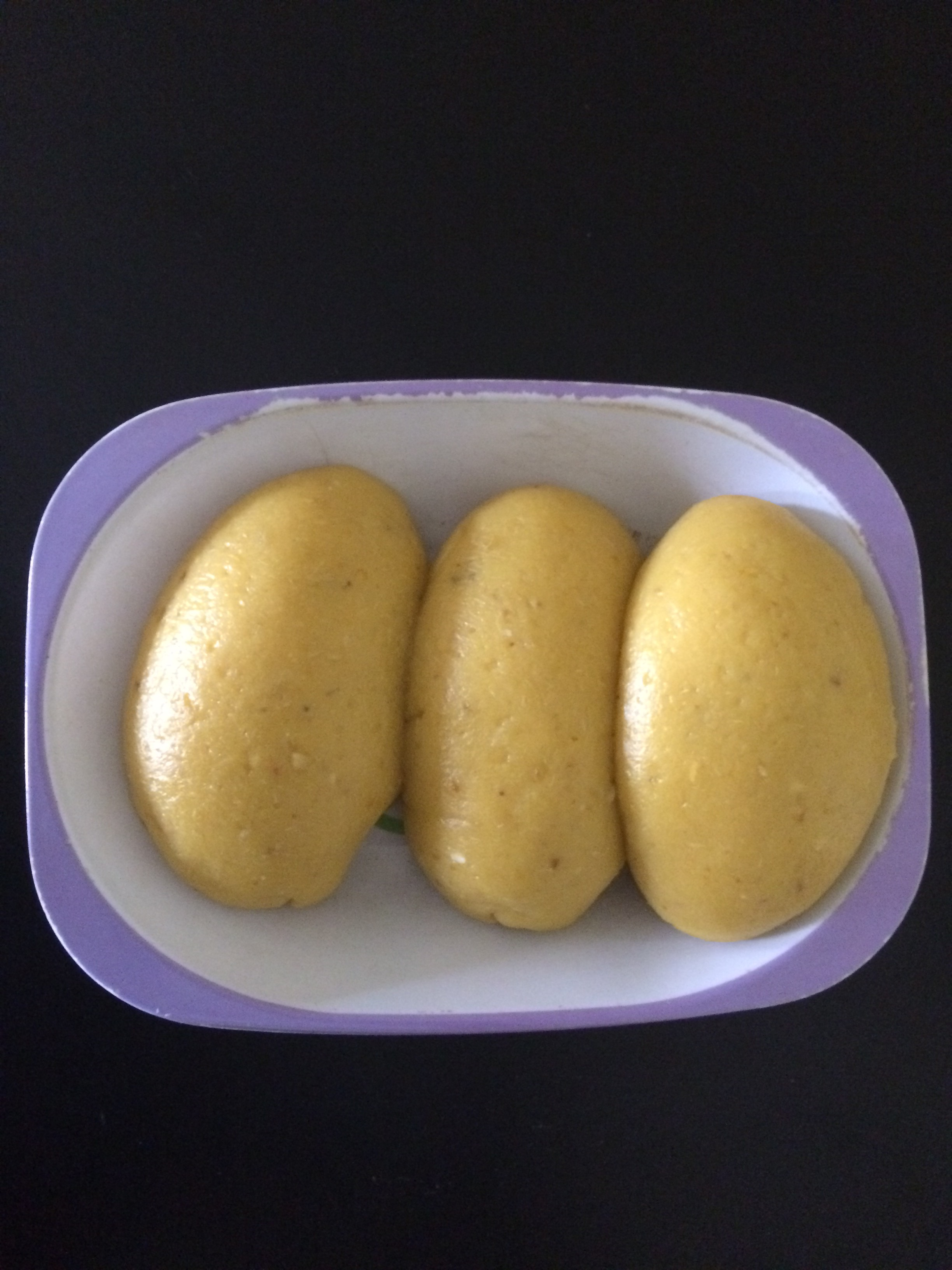
Foutu Banane

Gombo frais (quiabo fresco) é um ensopado de pedaços de tomate, óleo de palma e quiabo picado. Pode ser servido com um acompanhamento de alloco (banana frita) ou riz gras (arroz gordo), uma versão marfinense do arroz jollof da África Ocidental em que os grãos gordos são "cozidos em uma sopa feita de cebolas fritas em uma suor açucarado e fervido com alho, tomate fresco e pasta de tomate, para camadas de brilho e escuro." 
Attieke, "polpa de mandioca fermentada ralada e moldada em pequenas orbes semelhantes a cuscuz", tem um sabor suave, mas pode ser servida com uísque, pimentão ou caldo Maggi.

## Bebidas
Bangui é um vinho de palma local. Gnamakoudji é gengibre descascado espremido em um pano de queijo e amadurecido com suco de abacaxi, limão e baunilha. Nyamanku é uma bebida não alcoólica local, feita de raiz de gengibre moída e misturada com sucos de laranja, abacaxi e limão.

## Restaurantes Maquis
Os marfinenses têm uma espécie de pequeno restaurante ao ar livre chamado maquis, exclusivo da Costa do Marfim. Maquis normalmente apresentam refogado de frango e peixe servido com cebolas e tomates, Attiéké ou kedjenou.